# 豊島休心
豊島 休心（としま きゅうしん）は、戦国時代から安土桃山時代にかけての武将。湊安東氏の家臣。休心は剃髪後の名乗りで別名畠山 重村（はたけやま しげむら）。

## 略歴
武蔵国から出羽国河辺郡豊島郷に下向してきた。
豊島郷に豊島城を築き豊島 玄蕃（としま げんば）と称して、出羽土崎湊の湊安東氏に属し豊島郷一帯を支配する。また、出羽由利郡の由利十二頭の一角・仁賀保氏と姻戚関係を結んだ。永禄年間には、近隣の豊巻氏（安東一族）や白根氏、平尾鳥氏、種沢氏らの館を奇襲で攻略し、豊島郷一帯を統一した。
元亀元年（1570年）湊安東氏に後継がなく、下国（檜山）安東氏からの養子・安東茂季が湊安東氏の当主になった。茂季は兄・愛季の意のままに動いたため、豊島領内との交易を制限した。またその頃、羽黒山の使者が神札配布のため奥羽各地を回っていたが、玄蕃は交易等の関係上、使者を自領に引き止め安東愛季への神札の配布を取り消すよう求めた。これに怒った安東愛季は出兵を決意した。遂に休心は下刈右京、川尻中務、仙北の小野寺氏、戸沢氏らと共に反旗を翻し第二次湊騒動を起こす。その後、安東愛季の救援によってこの乱は鎮定されるがこの騒動は二年間続いたと言われる。
乱後、玄蕃は舅である仁賀保氏を頼り落ち延びるが、天正7年（1579年）、安東愛季から罪を許され、再度、豊島城主に復帰する。その後、重氏の代に由利十二頭の羽川氏によって滅ぼされる。